# Charles Dufresne (artiste)
Pour les articles homonymes, voir Dufresne, Charles Dufresne et Charles-Paul Dufresne.
Georges-Charles Dufresne, dit Charles Dufresne, est un peintre, graveur, sculpteur et décorateur français né à Millemont le 23 novembre 1876 et mort à La Seyne-sur-Mer le 8 août 1938. 

## Biographie

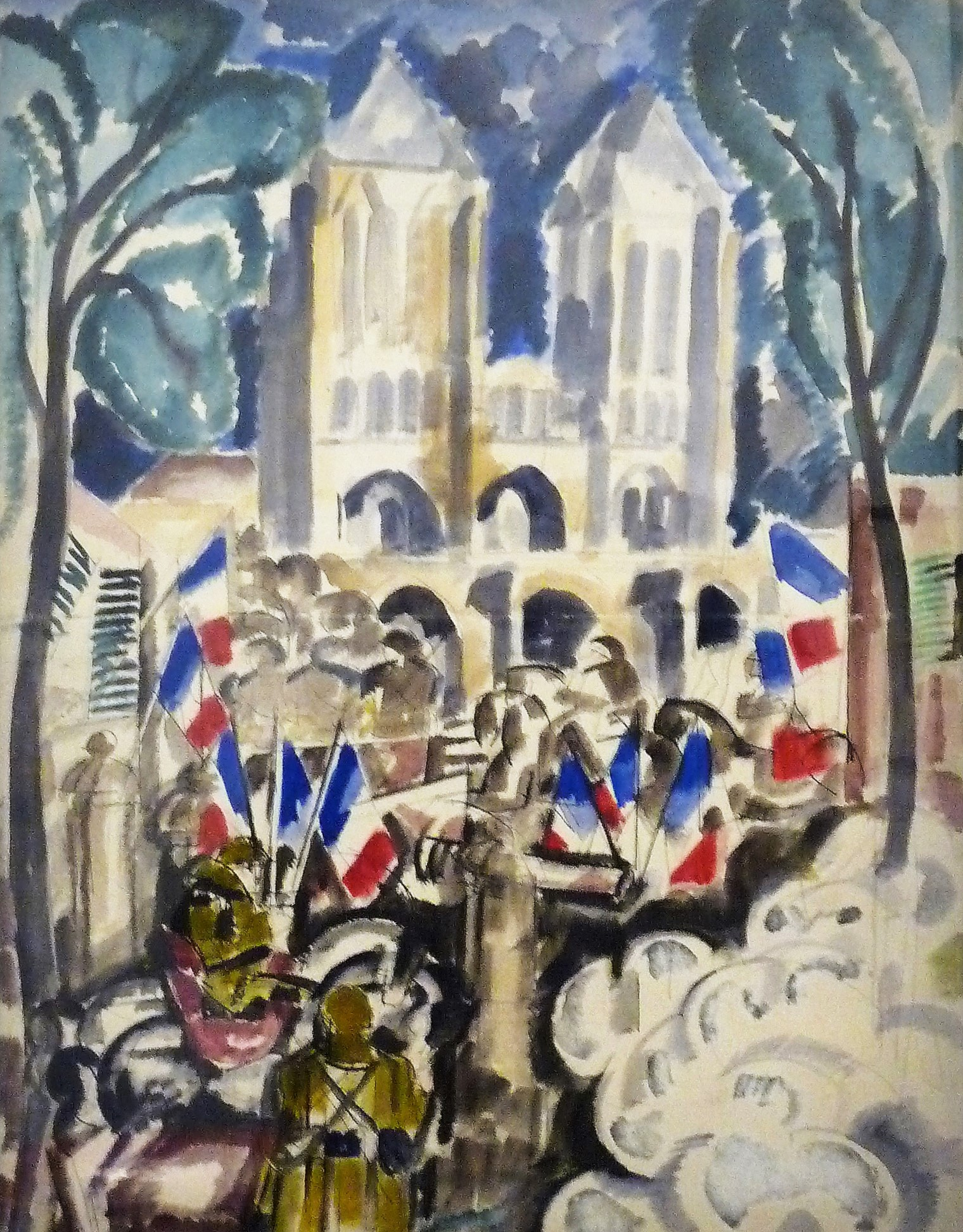
Noyon, 1917, Nanterre, Bibliothèque de documentation internationale contemporaine.

Charles Dufresne est issu d'une famille de marins et pêcheurs de Granville et des îles Chausey. Il abandonne sa scolarité en 1887 et fait un apprentissage chez un graveur. Il reçoit une formation académique à l'École des beaux-arts de Paris dans l'atelier de gravure en médailles d'Hubert Ponscarme, puis devient l'assistant du médailleur et sculpteur Alexandre Charpentier. 
Plus attiré par la peinture, il se met à peindre au pastel des scènes parisiennes de café-concert, de cirques et de guinguette un peu dans l'esprit de Toulouse-Lautrec. Certaines de ces œuvres sont conservées à Paris au musée Carnavalet. Il expose au Salon de la Société nationale des beaux-arts dont il devient sociétaire en 1903, et se lie alors d'amitié avec André Dunoyer de Segonzac, Jean Frélaut, Charles Despiau.
En 1903, il devient très ami avec un jeune graveur américain Herbert Lespinasse qu'il accompagne en Italie lors d'un long voyage. Durant ce séjour qui les mène de la Toscane à Paestum, ils passent quelques jours à la villa Médicis à Rome. Durant l'été 1908, il est invité par Jean Frélaut en Bretagne et rencontre Henry de Waroquier. 
En 1910, il concourt avec un pastel au Prix Abd-el-Tif, qu´il remporte. Il réside alors durant deux années à la villa Abd-el-Tif à Alger, où il commence à abandonner le pastel pour la peinture à l'huile. De retour à Paris en 1912 dans son atelier de l'île Saint-Louis, il peint dans des couleurs luxuriantes des scènes orientales issues de son imagination et de ses souvenirs. Juste avant la Première Guerre mondiale, il est influencé par certaines écoles nouvelles, ses formes se simplifient ses couleurs deviendront plus sombres. 
En 1914, Dufresne est mobilisé. Gravement atteint par les gaz, il est transféré à la Section camouflage de l'armée avec Charles Despiau, Roger de La Fresnaye et le poète Charles Vildrac sous les ordres d'André Dunoyer de Segonzac. À cette époque, il excelle dans l'art de scènes de guerre cubistes.
Entre 1918 et 1921, il peint beaucoup de portraits, de paysages de Normandie et des natures mortes. En 1921, Jacques Rouché, directeur de l'Opéra de Paris, lui commande les décors du ballet Antar. En 1923, il est l'un des cofondateurs du Salon des Tuileries.
C'est entre 1921 et 1923 que ses amis Louis Süe et André Mare , créateurs de la Compagnie des arts français, lui commandent des cartons de tapisseries sur le thème de « Paul et Virginie ». Destiné à recouvrir des sièges d'un mobilier de salon, le tissage est fastidieux et coûteux, tant ses compositions révolutionnent la tapisserie traditionnelle. Le collectionneur Charles Pacquement tombera sous le charme du canapé et commandera la réalisation complète de l'ensemble qui sera présenté à l'Exposition internationale des Arts décoratifs et industriels modernes de Paris en 1925, où il remporte un vif succès.
C'est à cette époque qu'il installe son atelier et sa famille au 13 de la Villa Brune, charmante cité d'artistes ou il est voisin notamment de Alexander Calder et Henri Laurens. 
Il enseigne à l'Académie scandinave à des peintres comme Maria Elena Vieira da Silva ou Jacques Despierre.
À partir de 1930, ses couleurs deviennent définitivement chatoyantes et il peint alors des scènes religieuses, mythologiques, de chasses aux fauves, ou encore de plage.
En 1936, Guillaume Janneau, directeur du Mobilier national, le charge de composer des cartons de tapisserie pour un mobilier de Rollin sur le thème de La Plage ou les Plaisirs de l'été. Ce canapé est aujourd'hui déposé au Conseil constitutionnel.
La même année, afin de préparer l'exposition universelle de 1937, il est chargé de la décoration de deux panneaux dans le grand foyer du palais de Chaillot, et réalise également deux paravents sur le thème des amazones intégrés dans « une ambassade française » de Louis Sue, sur le stand du pavillon des artistes décorateurs. Pour sa dernière commande de l'État en 1938, il peint cinq grandes peintures murales  pour l'amphithéâtre de la faculté de pharmacie de Paris qu'il termine juste avant de mourir à La Seyne-sur-Mer. Quatre de ces grandes décorations, pleines de subtilités et aux couleurs acidulées, sont réaccrochées au sein même de la faculté de pharmacie après leur restauration en 2022, grâce à un programme de restauration de son patrimoine. 
La Biennale de Venise lui rend hommage en 1938 en lui consacrant une salle entière.

## Critiques
Raymond Cogniat écrit dans son article sur les « Arts au Petit Palais », daté du 26 février 1934 dans l'Intransigeant : 

« On peut expliquer comment, Charles Dufresne qui par son âge, appartient à la génération des Fauves et par ses premières réussites importantes se rattache très directement au Cubisme, est un accord extrêmement habile et intéressant entre les deux mouvements. »

## Expositions

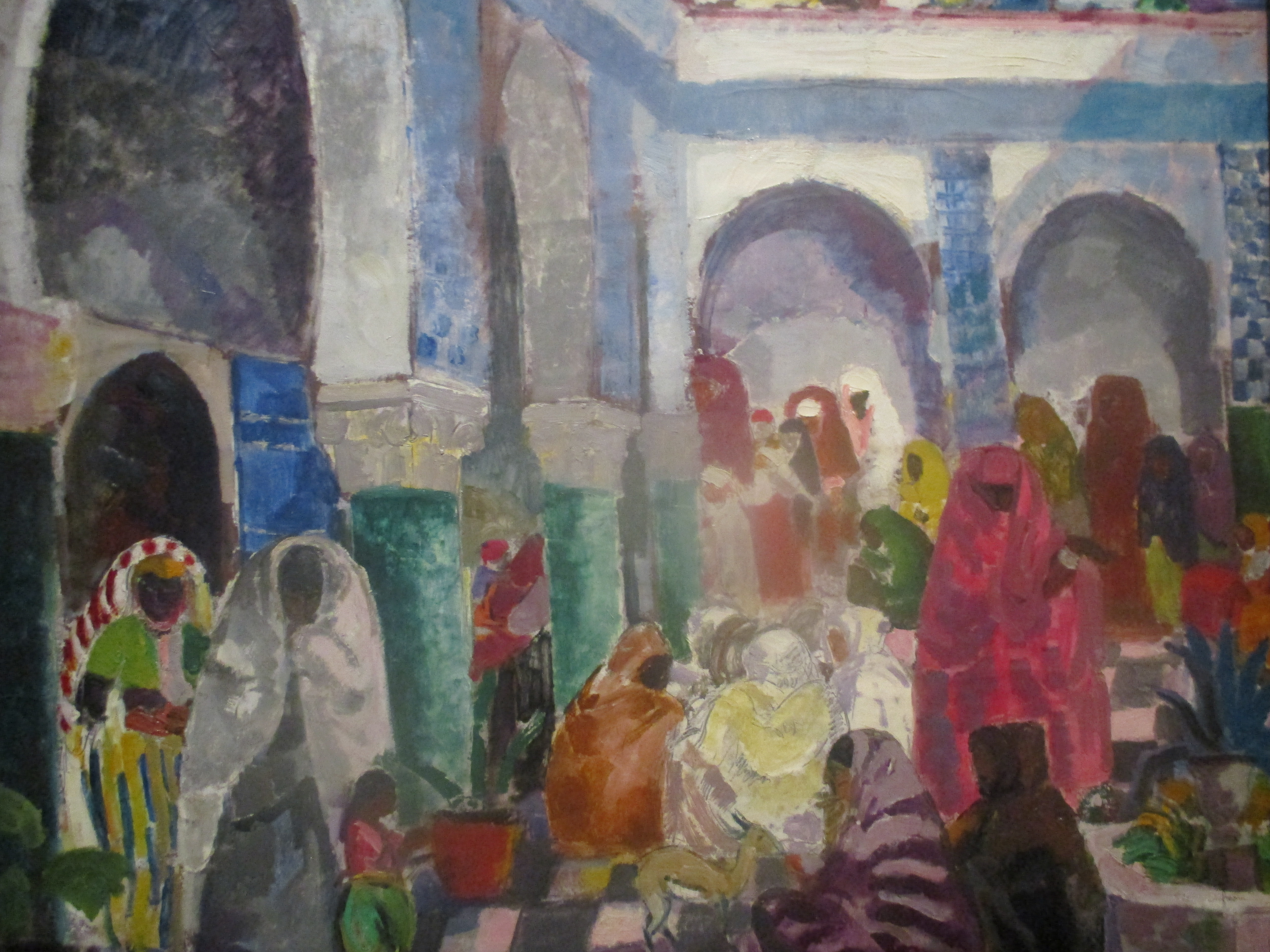
Patio à Alger (1912-1913), Paris, musée national d'Art moderne.

- 1905: Paris, Salon de la Société des artistes indépendants
- 1922: Paris, galerie Barbazanges
- 1923: Paris, Salon des Tuileries
- 1929: États-Unis, Cambridge, Fogg Art Museum, « French Paintings of the 19th and 20th Centuries »
- 1930: Paris, galerie Georges Petit, « 100 ans de Peinture Française »
- 1930: États-Unis, New York, Museum of Modern Art, « Painting in Paris »
- 1931: Paris, galerie Dru, « Peintures, gouaches et pastels de Charles Dufresne »
- 1933 et 1936: : États-Unis, Pittsburgh, Carnegie Institute, « Annual International Exhibition »
- 1935: Paris, Musée des Arts décoratifs, « 7e Exposition de l'Afrique française : Émile Bouneau, Charles Dufresne, André Hambourg, Edy Legrand, René Levrel, Albert Marquet… »
- 1937: Paris, Petit Palais, « Les Maîtres de l'Art Indépendant 1895-1937 »
- 1937: Paris, École nationale des beaux-arts, « Commandes de l'État »
- 1938: Paris, galerie du Nouvel Essor, « maquettes des commandes de l'Etat à Charles Dufresne »
- 1938: Italie, Biennale de Venise, « Hommage à Charles Dufresne »
- 1938: Pays-Bas, La Haye, musée municipal, « L'Orient et l'Algérie dans l'art français »
- 1942: Paris, galerie de France
- 1944: Paris, musée de l'Orangerie, « Cartons et tapisseries modernes des manufactures nationales »
- 1947: Algérie, Alger, musée national des beaux-arts, « Charles Dufresne et Jean Launois »
- 1966: Grande Bretagne, Londres, Sphinx Gallery, « Dufresne Paintings & Watercolors »
- 1971: États-Unis, New York, Hirschl & Adler Galleries, « Charles Dufresne, A Retrospective Exhibition »
- 1972: Suisse, Lausanne, galerie Paul Valloton, « Exposition rétrospective Charles Dufresne »
- 1975: Paris, galerie René Drouet, « Hommage à Dufresne »
- 1987: Paris, musée d'art moderne de la ville, « L'art indépendant »
- 1987-1988: Troyes, musée d'art moderne, « Charles Dufresne, rétrospective »
- 1988: Granville, musée d'art moderne Richard Anacréon, « Charles Dufresne, Hommage de son pays d'origine »
- 1994: Paris, Bibliothèque nationale, « Charles Dufresne : L'œuvre gravé »
- 2000: Paris, galerie Zlotowski, « Charles Dufresne »
- 2001: Paris, galerie Claude Guillemot « Charles Dufresne, œuvres sur papier »
- 2009: Paris, galerie des Gobelins, Mobilier national, « Élégance et Modernité : 1908-1958 », Canapé Les Plaisirs de la Plage, cartons de tapisserie de Charles Dufresne sur un mobilier de Rollin
- 2012 : Saint-Tropez, musée de l'Annonciade, « Charles Dufresne, un rêve oriental »
- 2012 : Metz, Centre Pompidou, « 1917 », trois œuvres des collections nationales datées de 1917
- 2014 : Saint-Tropez, musée de l'Annonciade, « La couleur sous la lumière de l'Orient : de Delacroix à Matisse »
- 2022 : Paris, galerie Larock-Granoff, « Charles Dufresne »

## Œuvres
- Gray (Haute-Saône), musée Baron-Martin :
  - Le petit théâtre, crayon, 18 x 28 cm ;
  - La partie de cartes, fusain, 13 x 20 cm ; et La théâtre, fusain, 13 x 21 cm ;
  - Le fumeur assis, crayon, 19 x 12 cm ; et L'orchestre de café concert, fusain, 20 x 13 cm ;
  - Danseurs et danseuses au music-hall vers 1900, pastel, 36 x 58 cm ;
  - Au Moulin Rouge - Scène de cabaret, pastel, 37 x 62 cm ;
  - Femme assise, dos nu, tenant un miroir, pastel, 65 × 80 cm.
- Musée des Beaux-Arts de Pau (Pyrénées-Atlantiques) : 
  - Campement arabe, 1920, huile sur toile, acquise par la Ville en 2001.
- Musée d'Art moderne de Paris
  - Maternité, 1920, huile sur toile, 105 × 105 cm[5].